# Axel Ermes
Axel Ermes (* 1963 in Hamburg) ist ein deutscher Tontechniker, Musiker und Produzent.

## Leben
Ermes gründete die Band Cancer Barrack (1986–1993) und ist seit 1989 Mitglied der Band Girls Under Glass. Er veröffentlichte mehrere Alben. Von 2012 bis 2023 war Ermes Mitglied der Band The Cassandra Complex. 
Als Komponist war er auch für andere Bands tätig. Für die Musikgruppe Wolfsheim schrieb er mehrere Titel (u. a. Kein Zurück, The Sparrows And The Nightingales, Approaching Lightspeed, u. v. m.).
Als Tonmeister war er für den Live-Sound vieler deutscher und internationaler Bands verantwortlich, darunter VNV Nation, Project Pitchfork, De/Vision, In Strict Confidence, Icon Of Coil, Assemblage 23, Marianne Rosenberg, Joachim Witt, u. v. m.
Axel Ermes ist Inhaber des B.E.A.C.H.-Musikverlags bei dem unter anderem Angels & Agony unter Vertrag stehen. Er ist Mitinhaber der Barner Beach Studios, Hamburg. Seit 2007 ist er Inhaber des Otterbau Tonstudios.
Als Remixer fertigte er Remixes für Project Pitchfork, Die Krupps, Joachim Witt, Angels & Agony, Limahl u. v. m. an.
2023 beendete Ermes nach mehr als 1.300 Liveshows seine Tätigkeit als Live-Tonmeister für Musikgruppen und konzentriert sich nun ausschließlich auf seine eigene Band (Girls Under Glass) und diverse Nebenprojekte (u. a. Ermes / Harms, BhamBhamHara, Hallfahne etc.). Des Weiteren produziert er Hörspiele (u. a. Ralf Rabinski von Ulrike Rank).

## Diskografie (Auswahl)

### Cancer Barrack
- 1989: Luscious
- 1991: Walking Through The (Deathwish Office – LP 23557)
- 1993: Leben (Hyperium Records – 39100672 42)
- 1998: Das Letzte Gebet / Best Of... (Hyperium Records – 391 0197 2)

### Traum-B
- 1998: First Adventure (Unreleased Goa Records - UGR 057) - digitally released: 2024

### Wolfsheim
- 1991: The Sparrows and the Nightingales - Single (Strange Ways Records – EFA 11071-03)
- 1992: No Happy View - Album (Strange Ways Records - WAY 31)
- 1993: Popkiller - Album (Strange Ways Records – Way 49)
- 2003: Kein Zurück - Single (Strange Ways Records – Way 189)
- 2003: Casting Shadows - Album (Strange Ways Records – Way 197)

### Neustart
- 1997: Der Genetische Traum (Zeitbombe – tick 001)

### Girls Under Glass
- 1989: Flowers (Collision – COCD 9.007)
- 1991: Positive (Dark Star – Spark 1)
- 1991: Live At Soundgarden (Dark Star – Spark 8)
- 1992: Darius (Dark Star – Spark 15)
- 1993: Christus (Dark Star – INDIGO 1326-1)
- 1995: Crystals & Stones (Dark Star – SPARK 65, INDIGO 1365-2)
- 1995: Exitus 1986 - 1995 / Best Of... (Dark Star – Spark 54)
- 1997: Firewalker (Nuclear Blast)
- 1999: Equilibrium (Hall Of Sermon)
- 2001: Minddiver (Aragon Records)
- 2003: ...In Light & Darkness (Aragon Records – Aragon 011)
- 2005: `Zyklus (Dependent Records, Cellar Door – mind 082)
- 2023: Backdraft (Dependent Records - mind 402)

### The Cassandra Complex
- 2013: All The Things I've Always Wanted - Live-Album / Berlin 2012
- 2020: The Crown Lies Heavy on the King („Destroy Donald Trump Mix“) - Single
- 2022: The Plague - Album
- 2023: Hotline To Elvis - Single

### BhamBhamHara
- 2014: Progressive Body Music - Album (Scanner)
- 2015: BhamBhamHaras Schöne Welt - Album (Scanner)
- 2020: Tiefschwarz - Single (Scanner)

### Ermes | Harms
- 2020: Fingerhut - 2CD (Sireena Records, SIR2215)
- 2023: Fingerhut "Neu konfiguriert" (Remixes)

### Ulrike Rank
- 2021: Ralf Rabinski …geht zu Fuß
- 2021: Ralf Rabinski …und das seltsame Mädchen
- 2021: Ralf Rabinski …und das verschwundene Licht
- 2022: Ralf Rabinski …und das knurrende Ei
- 2023: Ralf Rabinski …und das verknickte Vergissmeinnicht